# Sounds of Silence
Sounds of Silence är ett album av Simon & Garfunkel, utgivet den 17 januari 1966. Albumet gavs ut i och med framgångarna med genombrottsingeln "The Sound of Silence" som faktiskt varit med redan på deras första album Wednesday Morning, 3 AM i en akustisk version. De största låtarna (förutom titelspåret) från detta album blev "I Am a Rock" och "Kathy's Song'". Albumet spelades in i december 1965.
Albumet nådde Billboard-listans 21:a plats.
På Englandslistan nådde det 13:e plats.
I Storbritannien var "The Sound of Silence" en hit med gruppen The Bachelors. Deras version placerade sig på singellistans 3:e plats.

## Låtlista
Singelplacering i Billboard inom parentes. Placering i England=UK 
Sida 1
1. "The Sound of Silence" (Paul Simon) – 3:03 (#1)[5]
2. "Leaves That Are Green" (Paul Simon) – 2:20
3. "Blessed" (Paul Simon) – 3:13
4. "Kathy's Song" (Paul Simon) – 3:17
5. "Somewhere They Can't Find Me" (Paul Simon) – 2:34
6. "Anji" (Davey Graham) – 2:13

Sida 2
1. "Richard Cory" (Paul Simon) – 2:54
2. "A Most Peculiar Man" (Paul Simon) – 2:29
3. "April Come She Will" (Paul Simon) – 1:48
4. "We've Got a Groovey Thing Goin'" (Paul Simon) – 1:56
5. "I Am a Rock" (Paul Simon) – 2:49 (#3, UK #17)[5][6]

Bonusspår på den remastrade CD-utgåvan från 2001
1. "Blues Run the Game" (Jackson C. Frank) – 2:55 (inspelad december 1965)
2. "Barbra Allen" (demo, traditional) – 4:06 (inspelad 1970)
3. "Rose of Aberdeen" (demo, traditional) – 2:02 (inspelad 1970)
4. "Roving Gambler" (demo, traditional) – 3:03 (inspelad 1970)

På den europeiska LP-utgåvan finns det med en live-version av "Homeward Bound" (som spår 7). Numera är CD-utgåvorna identiska världen över.
Spår 6 är på några utgåvor angetts som "Angie" och krediterats Bert Jansch.

## Medverkande
Musiker (Simon & Garfunkel)
- Paul Simon – gitarr, sång
- Art Garfunkel – sång

Bidragande musiker
- Fred Carter Jr. – gitarr
- Larry Knechtel – keyboard
- Glen Campbell – gitarr
- Joe South – gitarr
- Joe Osborn – basgitarr

"The Sound of Silence Electric Overdubs Personnel"
- Al Gorgoni – gitarr
- Vinnie Bell – gitarr
- Joe Mack – basgitarr
- Bobby Gregg – trummor

"The Sound of Silence"-överdubbningarna spelades in i Columbia's "Studio A" av Tom Wilson 15 juni 1965.
Produktion
- Bob Johnston – producent